# ناثان جرمان
ناثان جرمان (بالإنجليزية: Nathan Jarman)‏ هو لاعب كرة قدم بريطاني في مركز الهجوم، ولد في 19 سبتمبر 1986 في Scunthorpe ‏ في المملكة المتحدة. لعب مع غريمسبي تاون ونادي بارنسلي ونادي بوري ونادي كوربي تاون.

## وصلات خارجية
- ناثان جرمان على موقع قاعدة بيانات كرة القدم.إي يو (الإنجليزية)
- ناثان جرمان على موقع Soccerbase.com (لاعب) (الإنجليزية)
- ناثان جرمان على موقع Soccerway.com (الإنجليزية)